# Zack Alford
Pour les articles homonymes, voir Alford.
Zachary Alford dit Zack Alford est un batteur professionnel américain né à New York. Il est connu pour son travail aux côtés des B-52's, de Bruce Springsteen, Tomoyasu Hotei et surtout de David Bowie.

## Biographie
Zachary Alford naît et grandit à New York.
À partir de 1989, il accompagne à la batterie de nombreux artistes : les B-52's, Bruce Springsteen, mais aussi Billy Joel, Melvin Gibbs, Vernon Reid, Suzanna Hoffs, David Torn, Patti Scialfa, George Clinton, Bad Brains, Bernie Worrel, TM Stevens, Khaled, Tomoyasu Hotei, Gwen Stefani,,.
Il est surtout connu pour être un des musiciens dont David Bowie s'est entouré entre 1995 et 2013. Il est ainsi crédité sur les enregistrements des albums :
- Earthling[5], Earthling in the City (1997 tous deux) et LiveAndWell.com (sorti en ligne en novembre 1999) : boucles de batterie, batterie acoustique, percussions électroniques ;
- The Next Day et The Next Day Extra (2013)[3],[6] :  batterie et percussions.

et participe à trois de ses tournées : 
- Outside Tour (septembre 1995 - février 1996)
- Outside Summer Festivals Tour (juin 1996 - juillet 1996)
- Earthling Tour (juin 1997 - novembre 1997)[7]

En 2021, il rejoint The Psychedelic Furs.